# 比亚克岛猪笼草
比亚克岛猪笼草（学名：Nepenthes biak）是一种印度尼西亚特有的热带食虫植物。其种加词来源于巴布亚省比亚克农福尔县极乐鸟湾斯考滕群島的比亚克岛（Biak）。比亚克岛猪笼草生境接近于海平面，通常生长于石灰岩海岸的悬崖上，偶尔在红树林中作为附生植物。
在被正式描述之前，比亚克岛猪笼草与近缘的卓越猪笼草（N. insignis）混淆。现在认为卓越猪笼草仅限分布于新几内亚大陆。
比亚克岛猪笼草是猪笼草属卓越分支（Insignes）的13个物种之一。卓越分支内的物种大部分产自菲律宾，包括谜猪笼草（N. insignis）、阿札潘山猪笼草（N. alzapan）、巴塞罗那猪笼草（N. barcelonae）、贝里猪笼草（N. bellii）、伯克猪笼草（N. burkei）、卓越猪笼草（N. insignis）、美林猪笼草（N. merrilliana）、诺斯猪笼草（N. northiana，异常分布于婆罗洲）、萨马岛猪笼草（N. samar）、辛布亚岛猪笼草（N. sibuyanensis）、苏里高猪笼草（N. surigaoensis）、葫芦猪笼草（N. ventricosa）和拉贾安帕特猪笼草（N. sp. Raja Ampat）。产自拉賈安帕特群島的卓越猪笼草和未被描述的拉贾安帕特猪笼草被认为是其近缘物种。
模式标本“Cheek 18785”源自比亚克岛，2017年8月25日采集自伦敦邱园的栽培株。该植株由罗伯特·坎特利捐赠。正模标本保存于马诺夸里巴布亚新几内亚大学植物标本馆（MAN），等模标本保存于邱园植物标本馆（K）、莱顿荷兰国家植物标本馆（L）和茂物植物园茂物植物标本馆（BO）。